# Kvävedioxid

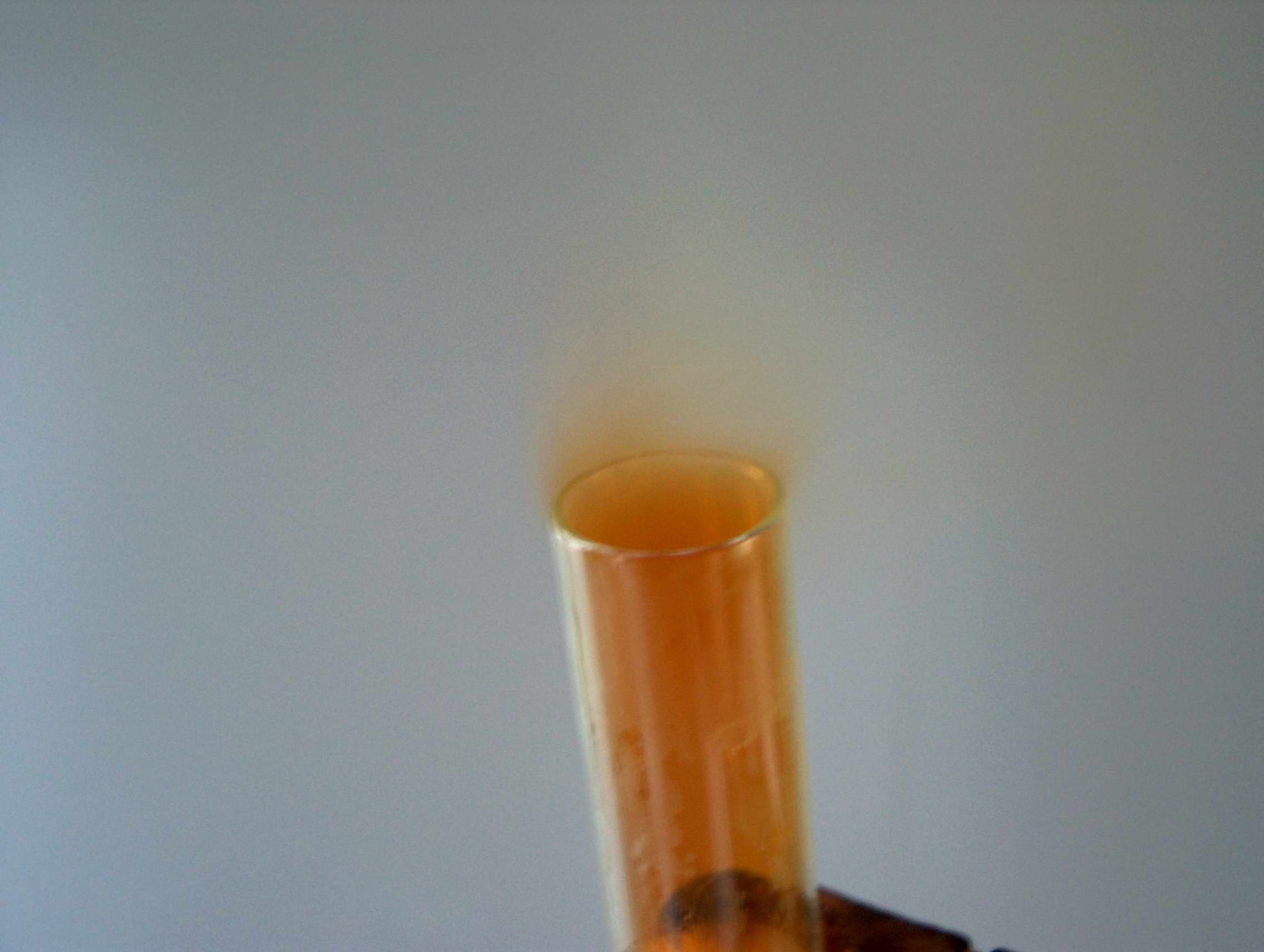
Kvävedioxid

Kvävedioxid, NO2, är vid standardtryck och -temperatur en röd-brun, giftig gas som bildas vid förbränning eller oxidation av kväveoxid. Kvävedioxid verkar irriterande på luftvägarna och kan orsaka skador på lungorna. I mycket höga halter är gasen direkt dödlig.

## Miljöaspekter
Från ett miljöperspektiv är kvävedioxid en av de största luftföroreningarna i den industrialiserade världen av två anledningar; Dels är i sig mycket irriterande på luftvägarna, dels bidrar till bildandet av marknära ozon genom att den bildar fria syreradikaler när den bryts ner av ultraviolett ljus.
{\displaystyle {\rm {NO_{2}\ {\xrightarrow {UV}}\ NO+O}}}
{\displaystyle {\rm {O_{2}+O\rightarrow O_{3}}}}
Det leder inte till någon nettoproduktion av ozon eftersom förekomsten av kväveoxid bryter ner ozonet i de ursprungliga beståndsdelarna.
{\displaystyle {\rm {NO+O_{3}\rightarrow NO_{2}+O_{2}}}}
Mängden ozon beror alltså på mängden UV-ljus och är därmed högre på dagen.
Dessutom står NO2 i jämvikt med sin dimer (dikvävetetraoxid) som agerar som reservoar och förhindrar att allt NO2 bryts ner under dagtid.
{\displaystyle {\rm {2\ NO_{2}\rightleftharpoons N_{2}O_{4}}}}
I miljöstudier nämns ofta kväveoxider, NOx, vilket är en blandning av kvävedioxid, NO2, och kväveoxid, NO.

## Användning
Industriellt används kvävedioxid i framställningen av konstgödsel genom Ostwald-processen, där kvävedioxid får reagera med vatten för att bilda salpetersyra.
Kvävedioxid i luft står i jämvikt med luftfuktigheten;
{\displaystyle {\rm {2\ NO_{2}+H_{2}O\rightleftharpoons HNO_{3}+HNO_{2}}}}
De två syrorna som bildas, salpetersyra och salpetersyrlighet, faller ner med nederbörden och försurar;
{\displaystyle {\rm {HNO_{3}+H_{2}O\rightarrow NO_{3}^{-}+H_{3}O^{+}}}}
{\displaystyle {\rm {HNO_{2}+H_{2}O\rightarrow NO_{2}^{-}+H_{3}O^{+}}}}
Nitratjoner (NO3-) och nitritjoner (NO2-) samt sura oxoniumjoner bildas. Nitratjoner tas dock upp av växter i mycket hög grad och verkar där även gödande. Växterna använder nitratjonen. Först reduceras den i växten till en ammoniumjon, NH4+. Ammoniumjoner använder växterna i bildningen av aminosyror och proteiner med mera. Nitritjoner är kemiskt instabila och oxideras till nitratjoner.